# William Wisher Jr.
William Wisher Jr. ist ein US-amerikanischer Drehbuchautor.

## Leben
Bekannt wurde Wisher vor allem durch seine langjährige Zusammenarbeit mit Regisseur James Cameron, mit dem er auch privat sehr eng befreundet ist. Er lernte diesen in den 1970er Jahren im kalifornischen Brea kennen, wohin Cameron 1971 gezogen war.
Wisher strebte zunächst eine Karriere als Schauspieler an. Er absolvierte eine Schauspielausbildung und trat in kleineren Theateraufführungen auf. 1977 war Wisher in Michael Talbotts Film The Reunion zu sehen. Wisher, Cameron und Randall Frakes produzierten 1978 ihren ersten Kurzfilm Xenogenesis, bei dem Cameron und Frakes die Regie übernahmen und Wisher die Hauptrolle spielte.
Parallel wandte sich Wisher verstärkt dem Drehbuchschreiben zu, dass er sich größtenteils autodidaktisch beibrachte. Nach enttäuschenden Erfahrungen mit seinen ersten Drehbüchern wollte Wisher sich schon der Schriftstellerei zuwenden, als Cameron ihn um Mithilfe bei einem Projekt bat. Dieser hatte 1981 in einem Traum die Idee zu Terminator. Er entwickelte daraus gemeinsam mit Wisher und Frakes den ersten Drehbuchentwurf. Cameron verkaufte diesen später für 1 Dollar an die Produzentin Gale Anne Hurd unter der Bedingung, dass er die Regie übernehmen dürfe. Cameron und Hurd verfeinerten das Drehbuch weiter und erhielten alleinige Writing Credits. Wisher war dort lediglich als Urheber zusätzlicher Dialoge genannt. Im finalen Film war er allerdings auch in einer kurze Rolle als Polizist zu sehen, dessen Kopf vom Terminator gegen ein Auto geschlagen wird.
Nach dem großen Erfolg des ersten Teils verfassten Wisher und Cameron das Drehbuch zur Fortsetzung Terminator 2 – Tag der Abrechnung, die Cameron 1991 realisierte. In dieser übernahm Wisher wieder eine kleine Rolle; diesmal als „stummer Tourist“, der den Kampf zwischen dem T-800 und dem T-1000 im Einkaufszentrum fotografiert.
Später schrieb er die Drehbücher für die Filme Judge Dredd, Der 13te Krieger und Dominion: Exorzist – Der Anfang des Bösen. Für 20th Century Fox überarbeitete Wisher das Drehbuch zu Stirb langsam 4.0 und erhielt daraufhin einen Credit als Executive Producer. Wisher verfasste unter anderem auch ein Treatment für Terminator 5 sowie eine Konzept-Idee für Terminator 6, die beide nicht realisiert wurden.
2016 wurde seine Drehbuch zu Hacked – Kein Leben ist sicher von John Moore verfilmt. Wisher fungierte bei diesem Projekt als Co-Executive Producer.

## Filmografie (Auswahl)
Schauspieler
- 1977: The Reunion
- 1978: Xenogenesis (Kurzfilm)
- 1984: Terminator (The Terminator)
- 1989: Abyss – Abgrund des Todes (The Abyss)
- 1991: Terminator 2 – Tag der Abrechnung (Terminator 2: Judgment Day)

Drehbuchmitarbeit
- 1984: Terminator (The Terminator)
- 1989: Desperado 4: Krieg der Gesetzlosen (Desperado: The Outlaw Wars, Fernsehfilm)
- 1991: Terminator 2 – Tag der Abrechnung (Terminator 2: Judgment Day)
- 1995: Judge Dredd
- 1996: Eraser (uncredited)
- 1999: Der 13te Krieger (The 13th Warrior)
- 2004: Exorzist: Der Anfang (Exorcist: The Beginning)
- 2005: Dominion: Exorzist – Der Anfang des Bösen (Dominion: Prequel to the Exorcist)
- 2016: Hacked – Kein Leben ist sicher (I.T.)

Executive Producer
- 2007: Stirb langsam 4.0 (Live Free or Die Hard)
- 2016: Hacked – Kein Leben ist sicher (I.T.)